# Joan Chen
Joan Chen (Kin:陳沖 pinyin:Chén Chōng) (født 26. april 1961 i Shanghai) er en kinesisk-amerikansk skuespiller, filminstruktør, manuskriptforfatter og filmproducer, som har haft sin karriere både i Kina og i Vesten.
Hun er blandt andet for sine roller i filmen Den sidste kejser, Himmel og jord og i tv-serien Twin Peaks